# Tautoniem
Een tautoniem is een term die gebruikt wordt in de taxonomie, voor de naam van een soort die bestaat uit twee gelijke delen, bijvoorbeeld Rattus rattus (Zwarte rat).
In de zoölogische nomenclatuur zijn tautoniemen toegestaan en vrij gebruikelijk, maar ze worden alleen informeel aangeduid als "tautoniem". De International Code of Zoological Nomenclature (ICZN) kent deze term niet, maar hanteert wel het (meeromvattende) begrip tautonymie.
In de botanische nomenclatuur zijn tautoniemen verboden.

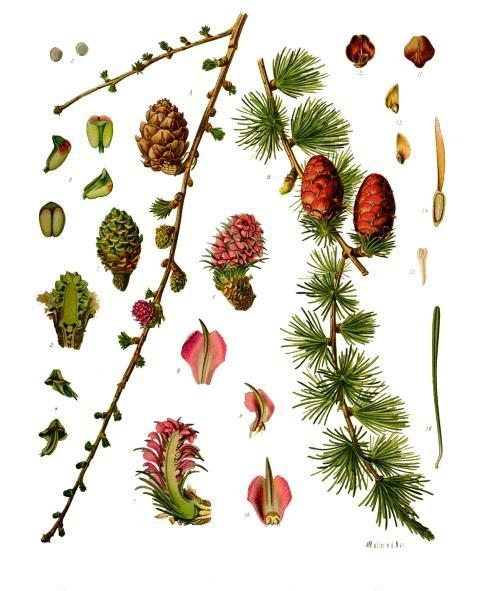
niet "Larix larix"

Een voorbeeld van een botanisch tautoniem zou zijn "Larix larix" in 1881 gepubliceerd door Karsten. De oudste geldig gepubliceerde naam voor de Europese larix is Pinus larix L. (1753). De plaatsing in Pinus is niet ideaal: Karsten besloot tot een plaatsing in Larix en probeerde een combinatie te publiceren gebaseerd op de Linnaeaanse naam. Aangezien "Larix larix" een tautoniem zou zijn en niet acceptabel in de botanische regels (vanaf 1906, maar de regels hebben terugwerkende kracht) is deze naam niet geldig gepubliceerd: ze bestaat niet als botanische naam. In zo'n geval komt de daaropvolgend oudste geldig gepubliceerde naam in zicht, en de correcte naam in dit geval is Larix decidua Mill. (1768); als er geen gepubliceerde naam van toepassing is moet er een naam met een nieuwe soortaanduiding gepubliceerd worden.
Een naam als Cuminum cyminum (komijn) is geen tautoniem, omdat er een afdoende verschil in spelling is tussen de naam van het genus en de soortaanduiding.